# 両唇鼻音
両唇鼻音（りょうしんびおん）とは子音の類型の一つ。下唇と上唇で閉鎖を作り、口蓋帆を下げて呼気を鼻へも通すことによって生じる音。国際音声字母で[m]と記述される。

## 特徴
- 気流の起こし手 - 肺臓からの呼気。
- 発声 - 声帯の振動を伴った有声音。
- 調音
  - 調音位置 - 下唇と上唇による両唇音。
  - 調音方法
    - 口腔内の気流 -
    - 調音器官の接近度 - 完全な閉鎖とその開放による閉鎖音。
    - 口蓋帆の位置 - 口蓋帆を下げて鼻腔へも呼気を送った鼻音。

## 言語例
この音はモホーク語などを除いてほとんどの言語に存在する。日本語ではま行の頭子音。
- アラビア文字: م
- ラテン文字: m
- ギリシア文字: μ
- キリル文字: м
- 注音符号: ㄇ
- ハングル: ㅁ